# Comète de César

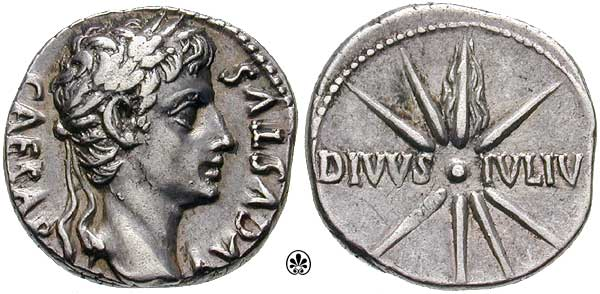
Pièce frappée par Auguste (vers -19/-18) ; avers : CAESAR AVGVSTVS, profil droit de César/ Revers: DIVVS IVLIV[S], avec une comète (étoile) à huit branches, queue vers le haut.

La comète de César (C/-43 K1), ou Grande comète de -43 / de 44 avant Jésus-Christ, est peut-être la comète de l'Antiquité la plus connue. Sa visibilité de sept jours a été prise par les Romains comme un signe de déification de Jules César, mort peu de temps avant qu'elle n'apparaisse.
La comète de César est l'une des cinq comètes connues pour avoir une magnitude absolue négative et elle fut probablement la comète historique la plus brillante de jour. C'était une comète non périodique et elle pourrait s'être désintégrée.

## Comètes qui pourraient correspondre à celle de César
Voici une liste de comètes similaires à celle de César et pouvant lui correspondre :
- C/1819 N1
- C/1821 B1 (Nicollet-Pons)
- C/1858 L1 (Donati)

Dans leur étude de 2025, Maik Meyer et Gary W. Kronk identifient la grande comète de 1744 (C/1743 X1) à la grande comète diurne de 1402 (C/1402 D1), à la comète de 1032, à celle de 676 (X/676 P1), possiblement à celle de 336 et, de façon beaucoup moins certaine, à la comète de César (C/–43 K1). Il prédisent par suite un retour de la comète vers fin 2097.

## Histoire
La comète de César est connue des auteurs antiques comme Sidus Iulium (étoile julienne) ou Caesaris astrum (étoile de César). Cette comète brillante et visible de jour apparut soudainement durant les Ludi Victoriae Caesaris – dont longtemps on pensa qu'ils se tinrent en septembre pour l’année -44 (hypothèse de Edmond Halley). La date a récemment été revue à juillet de la même année, quatre mois après l'assassinat de Jules César, ainsi que le mois de naissance de César. Selon Suétone, alors que les célébrations se déroulaient, « une comète, qui se levait vers la onzième heure, brilla durant sept jours de suite, et l'on crut que c'était l'âme de César reçue dans le ciel. »
La comète devint un symbole puissant de la propagande politique qui lança la carrière du fils adoptif de César, Auguste. Le temple du Divin César fut construit (-42) et dédié (-29) par Auguste aux fins de favoriser un « culte de la comète (il était également connu comme Temple de la comète). » À l'arrière du temple une image géante de César fut édifiée et selon Ovide une comète flamboyante fut fixée sur son front : 

« Entre-temps, fais que l'âme arrachée à ce corps abattu devienne étoile éclatante, afin que de sa demeure céleste le divin Jules ait une vue sur notre Capitole et notre forum. »

## Étude moderne
En 1997, deux chercheurs de l’Université de l'Illinois à Chicago – John T. Ramsey (un classiciste) et  A. Lewis Licht (un physicien) – publièrent un livre  comparant les preuves astronomiques et astrologiques romaines et chinoises. Leur analyse, basée sur des témoins oculaires de l'époque, les registres astronomiques chinois, la littérature astrologique de l’antiquité tardive et les carottes de glace des glaciers groenlandais, donnèrent une gamme de paramètres sur l'orbite de l'objet hypothétique. Ils établirent une orbite de 0.224 UA pour l'objet qui était apparemment visible avec une queue depuis la  capitale chinoise (fin mai) et comme un objet similaire à une étoile depuis Rome (fin juillet) :
- 18 mai 44 av. J.-C. (Chine)
- 23–25 juillet 44 av. J.-C. (Rome)
- Magnitude absolue : −4.0

Quelques chercheurs, comme Robert Gurval d'UCLA et Brian G. Marsden du Harvard-Smithsonian Center for Astrophysics, mettent en doute l'existence de la comète. Marsden note dans sa préface au livre de Ramsey et Licht : « Compte tenu de l'unique témoignage deux décennies après l'évènement, je serais négligent si je ne prenais pas en considération la non-existence de la comète comme une possibilité sérieuse ».

## Dans la littérature
Le poète Virgile écrit dans sa neuvième églogue que l'étoile de César a semblé réjouir les champs. Virgile écrira plus tard au sujet de la période suivant l’assassinat de César, « Jamais la foudre ne tomba plus souvent par un ciel serein, ni ne brûlèrent si souvent de farouches comètes. » Gurval souligne que ce passage ne lie aucunement la comète à la divinité de César mais à sa mort.
C'est cependant Ovide qui fait l'affirmation finale du rôle de la comète dans la déification de Jules César. Ovide décrit la déification de César dans Métamorphoses (8 AD) :

« Sans égal dans la guerre comme dans la paix, ce n'est pas plus à ses travaux guerriers achevés dans la victoire, au sage gouvernement de l'État, au cours rapide de ses conquêtes, qu'aux vertus de son fils, qu'il doit d'avoir été changé en comète, et de briller parmi les astres »

Il a été récemment soutenu que l'idée de l'utilisation par Auguste de la comète pour ses objectifs politiques découle en grande partie de ce passage.
Dans Jules César de  Shakespeare (1599), la femme de César remarque le matin du jour de l'assassinat de son mari : « Quand les mendiants meurent, il n'y a aucune comète vue ; les cieux eux-mêmes flambent en avant la mort des princes. »

## Monnaies romaines
L'étude des pièces depuis -44 et à travers le développement du règne d'Auguste montre l’évolution de la relation entre César et le Sidus Iulium. Robert Gurval monte que l’évolution du statut de la comète dans la monnaie suit un schéma précis. Les représentations en étoile de César déifié apparaissent relativement rapidement, quelques années après sa mort. Cependant vingt années passent avant que l'étoile ne finisse sa transformation en comète. À partir de -44, un fabricant de monnaie appelé P. Sepullius Macer crée des pièces avec à l'avers Jules César couronné de lauriers et une étoile derrière la tête. Au revers, Vénus, la déesse protectrice des Iulii, tient un sceptre étoilé. Gurval maintient que cette pièce fut frappée à l'époque de l'assassinat de César et n'aurait probablement à l'origine pas fait référence à sa déification. Alors qu'elle circulait, cette pièce aurait apporté cette idée dans les esprits à cause du nouveau culte de César. Kenneth Scott réfute cette hypothèse en supposant que la comète a été à l'origine de cette série de pièces à cause de la similarité avec d'autres pièces qu'il avait déjà produites. Une série d'aurei et de denarii frappées après ce culte commencèrent à montrer Marc Antoine et une étoile, représentant probablement sa fonction de prêtre du culte de César. Dans des pièces plus tardives vers la fin de la guerre d'Octave avec Sextus Pompée, l'étoile supplante entièrement la figure et le nom de César, représentant clairement sa divinité.